# Wyścigowe Samochodowe Mistrzostwa Polski 1974
Sezon 1974 był osiemnastym sezonem Wyścigowych Samochodowych Mistrzostw Polski.
Sezon liczył pięć eliminacji, rozgrywanych w Toruniu (2 razy), Szczecinie, Poznaniu i Ornecie. Punkty przyznawano według klucza 50-46-43-41-40-39-38-37-36-35 etc..

## Kategorie
Samochody były podzielone na następujące kategorie:
- Kategoria A
  - Grupa I – seryjne samochody turystyczne, których produkcja w ciągu 12 miesięcy przekraczała pięć tysięcy egzemplarzy. Modyfikowanie tych samochodów pod kątem poprawy osiągów było niemal całkowicie zabronione. Ponadto w przypadku, jeżeli pojemność silnika przekraczała 700 cm³, to samochód musiał być przynajmniej czteromiejscowy;
  - Grupa II – specjalne samochody turystyczne, których produkcja w ciągu 12 miesięcy przekraczała tysiąc egzemplarzy. Dozwolony był duży zakres przeróbek pod kątem poprawy osiągów. Ponadto w przypadku, jeżeli pojemność silnika przekraczała 700 cm³, to samochód musiał być przynajmniej czteromiejscowy;
  - Grupa III – seryjne samochody GT, których produkcja w ciągu 12 miesięcy przekraczała tysiąc egzemplarzy. Modyfikowanie tych samochodów pod kątem poprawy osiągów było niemal całkowicie zabronione. Samochód musiał być przynajmniej dwumiejscowy;
  - Grupa IV – specjalne samochody GT, których produkcja w ciągu 12 miesięcy przekraczała pięćset egzemplarzy. Dozwolony był duży zakres przeróbek pod kątem poprawy osiągów;
- Kategoria B
  - Grupa V – prototypy sportowe oraz samochodowy sportowe grup II i IV z modyfikacjami przekraczającymi granice określone przepisami tych grup;
- Kategoria C
  - Grupa VII – dwumiejscowe samochody wyścigowe;
  - Grupa VIII – samochody wyścigowe formuły międzynarodowych (1, 2, 3);
  - Grupa IX – samochody wyścigowe formuły wolnej oraz Formuły Polonia.

Samochody były dodatkowo podzielone na następujące klasy:
- Klasa 11 – gr. I, poj. do 850 cm³;
- Klasa 12 – gr. I, poj. do 1300 cm³;
- Klasa 13 – gr. I, poj. do 1600 cm³;
- Klasa 14 – gr. I, poj. pow. 1600 cm³;
- Klasa 21 – gr. II, poj. do 850 cm³;
- Klasa 22 – gr. II, poj. do 1300 cm³;
- Klasa 23 – gr. II, poj. do 1600 cm³;
- Klasa 35 – gr. II, III, IV i V bez ograniczenia pojemności;
- Klasa 50 – krajowe samochody gr. V
- Klasa C-IX – Formuła Polonia.

Ponadto rozgrywano wszechklasy, czyli handicapowe wyścigi samochodów klas 11–50. Rozgrywano także zawodu o Puchar „Motoru”, w którym klasyfikowani byli zawodnicy startujący samochodami turystycznymi polskiej produkcji w wyścigach wszechklas.

## Zwycięzcy
| Data        | Tor      | Klasa       | Zwycięzca (kierowcy) | Samochód           | Zwycięzca (zespoły)         |
| ----------- | -------- | ----------- | -------------------- | ------------------ | --------------------------- |
| 5 maja      | Toruń    | wszechklasy | Adam Smorawiński     | Porsche Carrera RS | KM Winogrady - Poznań       |
| 5 maja      | Toruń    | C-IX        | Józef Kiełbania      | Rak                | Automobilklub Świętokrzyski |
| 23 czerwca  | Szczecin | wszechklasy | Adam Smorawiński     | Porsche Carrera RS | KM Winogrady - Poznań       |
| 23 czerwca  | Szczecin | C-IX        | Otto Bartkowiak      |                    | Automobilklub Śląski        |
| 30 czerwca  | Poznań   | wszechklasy | Adam Smorawiński     | Porsche Carrera RS | KM Winogrady - Poznań       |
| 30 czerwca  | Poznań   | C-IX        | Otto Bartkowiak      |                    | Automobilklub Śląski        |
| 30 czerwca  | Toruń    | wszechklasy | Błażej Krupa         | Renault 12 Gordini | Stomil Olsztyn              |
| 29 września | Orneta   | wszechklasy | Błażej Krupa         | Renault 12 Gordini | Stomil Olsztyn              |
| 29 września | Orneta   | C-IX        | Janusz Kiljańczyk    |                    | Automobilklub Warszawski    |

## Mistrzowie
| Klasa           | Kierowca              | Samochód              | Zespół                |
| --------------- | --------------------- | --------------------- | --------------------- |
| wszechklasy     | Adam Smorawiński      | Porsche Carrera RS    | KM Winogrady - Poznań |
| Puchar „Motoru” | Włodzimierz Markowski | Polski Fiat 125p 1500 | Stomil Olsztyn        |
| klasa C-IX      | Otto Bartkowiak       |                       | Automobilklub Śląski  |